# César Soriano Ferrero
César Soriano Ferrero (Onteniente, Valencia, Comunidad Valenciana, 22 de abril de 1983) es un futbolista español que juega en posición de defensa. Actualmente está sin equipo.

## Trayectoria
Debutó en Primera con el Valencia mientras jugaba en el filial. Tras su etapa valencianista fichó por el Castellón y también estuvo en el Leganés, Ontinyent y Badalona, todos ellos de Segunda B, antes de recalar en el Deportivo Guadalajara. En la temporada 2012-13, disputó 39 partidos con el Guadalajara en Segunda A.
En 2014, jugó tres meses en el Real Avilés, siendo titular un total de catorce partidos, cuatro de ellos correspondientes a la fase de ascenso a la Liga Adelante, en los que marcó un gol.
En 2015, el Leganés anunció la contratación del lateral izquierdo, que aterrizó en Butarque procedente del Real Avilés. Fue la segunda etapa del futbolista en el club pepinero, ya que también militó en sus filas durante la campaña 2005-2006, disputando un total de veinticuatro partidos

## Clubes
| Club                    | País   | Año       |
| ----------------------- | ------ | --------- |
| Valencia C. F. Mestalla | España | 2002-2004 |
| Valencia C. F.          | España | 2003      |
| C. D. Castellón         | España | 2004-2005 |
| C. D. Leganés           | España | 2005-2006 |
| Ontinyent C. F.         | España | 2006-2011 |
| C. F. Badalona          | España | 2011-2012 |
| C. D. Guadalajara       | España | 2012-2013 |
| Real Avilés C. F.       | España | 2013-2014 |
| C. D. Leganés           | España | 2014-2016 |
| S. D. Huesca            | España | 2016-2017 |
| A. D. Alcorcón          | España | 2017-2018 |
| U. E. Lleida            | España | 2018-2021 |